# 435950 Bad Königshofen
435950 Bad Königshofen  è un asteroide della fascia principale. Scoperto nel 2009, presenta un'orbita caratterizzata da un semiasse maggiore pari a 3,0971877 au e da un'eccentricità di 0,1043613, inclinata di 28,36327° rispetto all'eclittica.